# Ipoh

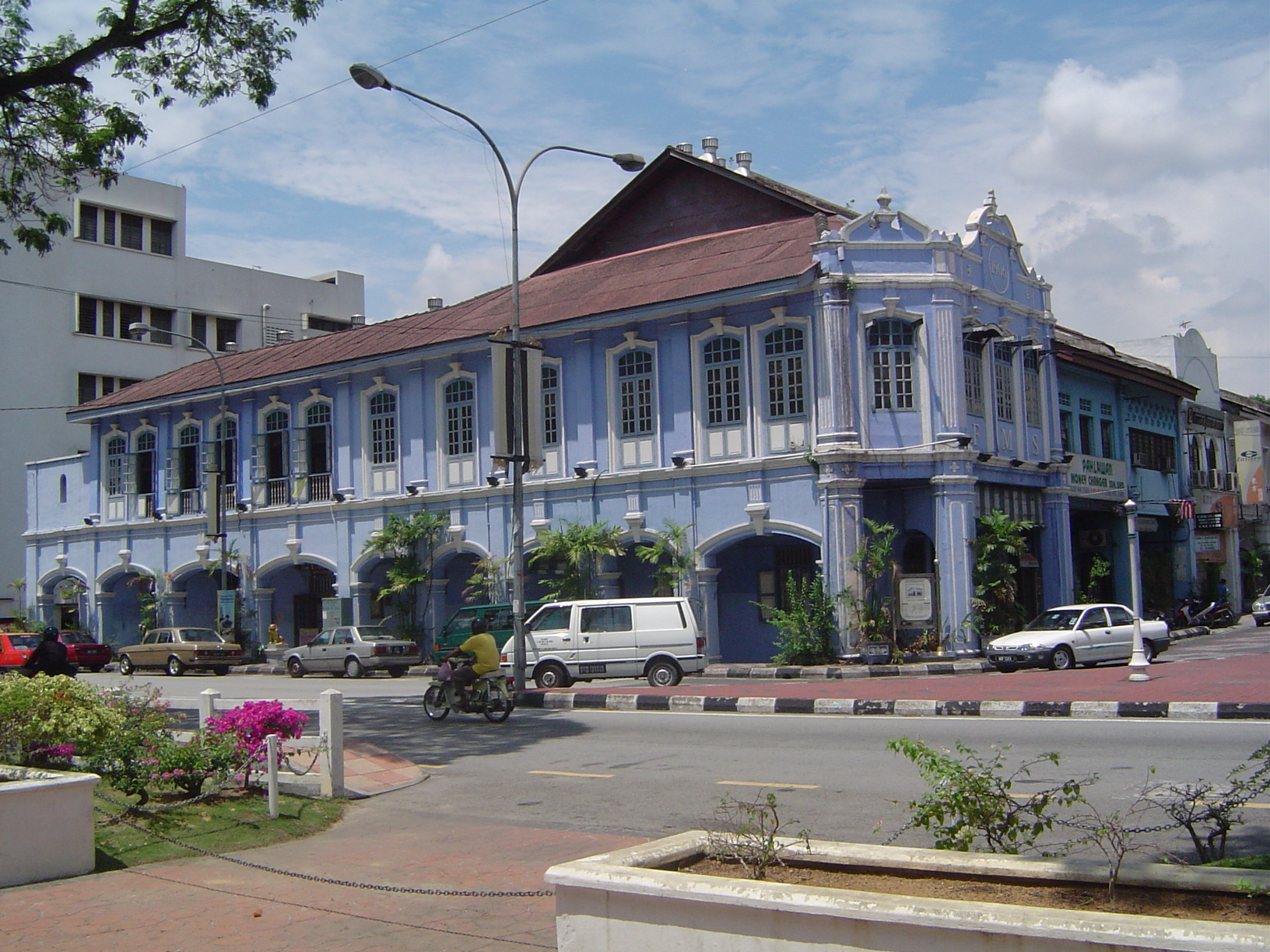
Blaues Haus

Ipoh ist eine Stadt in Malaysia mit 673.346 Einwohnern (2005). Sie ist seit 1937 die Hauptstadt des Bundesstaates Perak und liegt im Distrikt Kinta.

## Lage und Geografie
Ipoh ist als Hauptstadt des Bundesstaates Perak verkehrstechnisch gut erreichbar. Die Stadt liegt am autobahnähnlichen Nord-Süd-Highway auf halbem Weg zwischen Penang (ca. 90 Minuten Fahrtzeit) und Kuala Lumpur etwa 200 km nördlich der Hauptstadt am Fluss Kinta. Der Sultan Azlan Shah Airport (IATA: IPH, ICAO: WMKI) verbindet Ipoh u. a. mit Singapur. In der
näheren Umgebung wird Kalk und Marmor abgebaut. Es finden sich etliche Höhlen und buddhistische Höhlentempel, darunter als größte Höhle die begehbare Gua Tempurung (Tempurung Höhle) sowie der Perak Tong (Perak Höhlen Tempel) und – am südlichen Stadtrand – der farbenprächtige Ling-Sen-Tong-Tempel. Etwa einen Kilometer östlich von Ipoh, im Kinta-Tal, liegt Gua Tambun, eine Halb-Höhle, in dem bedeutende Felsmalereien aus dem Neolithikum entdeckt wurden.

## Geschichte
War zunächst die ca. 60 km entfernte Stadt Taiping Hauptstadt des durch den Zinnbergbau geprägten Sultanats Perak, so wurde das durch den Zinnbergbau reich gewordene Ipoh 1937 Hauptstadt. In Perak wurde bereits seit den 1850er Jahren Zinn von chinesisch-stämmigen Unternehmern und Fachkräften (Kulis) in großem Maßstab und hochtechnisiert sowohl in Tagebauen als auch im Untertage-Betrieb abgebaut. Ipoh wuchs rasant vor allem in den 1920er- und 1930er-Jahren wegen der globalen Nachfrage nach Zinn und dank der reichen Zinnvorkommen in der Umgebung, besonders im Kinta Tal. Aus dieser Zeit stammt auch die Bezeichnung „Stadt der Millionäre“. Die Stadt wurde Ende der 1950er-Jahre hart vom Rückgang der Zinnpreise getroffen. Damals sind viele Menschen in andere Teile Malayas bzw. Malaysias umgezogen, vor allem nach Kuala Lumpur und Singapur. Die Stadt hat sich aber zwischenzeitlich etabliert und wird wegen seiner grünen Stadtlandschaft auch von Pensionären geschätzt.

## Bevölkerung
Ipoh ist mit einer Bevölkerung von 673.346 Einwohnern eine der größten Städte Malaysias.
Fast 69 % der Bevölkerung Ipohs sind ethnische Chinesen. Obwohl die meisten Arbeitskräfte, die während der Jahre des Zinn-Booms nach Ipoh kamen, um in den Zinnbergwerken zu arbeiten, Hakka waren, sprechen heute mehr Chinesen in Ipoh Kantonesisch. Auch Hochchinesisch ist weit verbreitet.

## Partnerstädte
Ipoh unterhält seit 2012 eine Partnerschaft mit Wenzhou, China.

## Klima
|                       | Jan   | Feb   | Mär   | Apr   | Mai   | Jun   | Jul   | Aug   | Sep   | Okt   | Nov   | Dez   |   |         |
| Mittl. Tagesmax. (°C) | 32,9  | 33,7  | 33,9  | 33,7  | 33,5  | 33,3  | 33,0  | 33,0  | 32,5  | 32,4  | 32,1  | 32,1  | ⌀ | 33      |
| Mittl. Tagesmin. (°C) | 22,6  | 23,0  | 23,4  | 23,9  | 24,0  | 23,7  | 23,2  | 23,3  | 23,2  | 23,1  | 23,1  | 22,8  | ⌀ | 23,3    |
|                       |       |       |       |       |       |       |       |       |       |       |       |       |   |         |
| Niederschlag (mm)     | 132,3 | 149,8 | 169,9 | 259,1 | 210,9 | 151,8 | 156,6 | 157,8 | 216,0 | 297,2 | 275,4 | 251,1 | Σ | 2.427,9 |
|                       |       |       |       |       |       |       |       |       |       |       |       |       |   |         |
| Regentage (d)         | 9     | 10    | 12    | 14    | 14    | 10    | 10    | 12    | 15    | 18    | 18    | 15    | Σ | 157     |

| 22,6 |

| 23,0 |

| 23,4 |

| 23,9 |

| 24,0 |

| 23,7 |

| 23,2 |

| 23,3 |

| 23,2 |

| 23,1 |

| 23,1 |

| 22,8 |

| 22,6 |

| 23,0 |

| 23,4 |

| 23,9 |

| 24,0 |

| 23,7 |

| 23,2 |

| 23,3 |

| 23,2 |

| 23,1 |

| 23,1 |

| 22,8 |

## Söhne und Töchter der Stadt
- S. J. V. Chelvanayakam (1898–1977), tamilischer Politiker
- Jon Chin (* um 1940), australischer Badmintonspieler malaysischer Herkunft
- Victor Asirvatham (1940–2021), Leichtathlet
- Sam Gopal (* 1944), Tabla-Spieler
- Desmond Lock (* 1949), neuseeländischer Ruderer
- Michelle Yeoh (* 1962), Schauspielerin
- Andy Chong (* 1965), US-amerikanischer Badmintonspieler malaysischer Herkunft
- Eric Schweitzer (* 1965), deutscher Unternehmer
- Cheah Soon Kit (* 1968), Badmintonspieler
- Chong Yee-Voon (* 1969), Autorin
- Michael Wong (* 1970), Sänger
- Koo Kien Keat (* 1985), Badmintonspieler
- Jeff Tho (* 1988), australischer Badmintonspieler malaysischer Herkunft
- Aravinn Thevarr Gunasegaran (* 1993), Sprinter
- Chen Tang Jie (* 1998), Badmintonspieler
- Shereen Vallabouy (* 1998), Sprinterin